# Rhipsalis floccosa
Rhipsalis floccosa ist eine Pflanzenart in der Gattung Rhipsalis aus der Familie der Kakteengewächse (Cactaceae). Das Artepitheton floccosa stammt aus dem Lateinischen, bedeutet ‚flockig‘ und verweist auf die Form blütentragender Areolen.

## Beschreibung
Rhipsalis floccosa wächst epiphytisch oder lithophytisch, mit reich verzweigten, anfangs aufrechten und später hängenden Trieben von begrenztem Wachstum, die sich ausschließlich akroton verzweigen. Die zylindrischen, schlanken, drehrunden, grünen Triebe weisen oft leicht erhabene Höcker unterhalb der schuppenförmigen Blattrudimente auf. Sie sind bis 25 Zentimeter lang und 5 bis 6 Millimeter im Durchmesser. Um die eingesenkten, wolligen Areolen, die keine Borsten tragen, sind die Triebe manchmal rot oder purpurn getönt.
Die grünlich weißen bis cremeweißen oder goldgelben Blüten erscheinen seitlich und erreichen Durchmesser von 1,5 bis 2 Zentimeter. Die kugelförmigen, weißen, roten oder etwas rosafarbenen Früchte erreichen Durchmesser von bis 1 Zentimeter.

## Systematik, Verbreitung und Gefährdung
Rhipsalis floccosa ist in Venezuela, Brasilien, Paraguay, Argentinien, Peru und Bolivien verbreitet.
Die Erstbeschreibung wurde 1837 durch Ludwig Georg Karl Pfeiffer veröffentlicht. Nomenklatorische Synonyme sind Hariota floccosa (Salm-Dyck ex Pfeiff.) Lem. (1839), Hariota floccosa (Salm-Dyck ex Pfeiff.) Kuntze (1891), Lepismium floccosum (Salm-Dyck ex Pfeiff.) Backeb. (1936) und Hylorhipsalis floccosa (Salm-Dyck ex Pfeiff.) Doweld (2002).
Es werden folgende Unterarten unterschieden:
- Rhipsalis floccosa subsp. floccosa
- Rhipsalis floccosa subsp. hohenauensis (F.Ritter) Barthlott & N.P.Taylor
- Rhipsalis floccosa subsp. oreophila N.P.Taylor & Zappi
- Rhipsalis floccosa subsp. pulvinigera (G.Lindb.) Barthlott & N.P.Taylor

Rhipsalis floccosa wird in der Roten Liste gefährdeter Arten der IUCN als „Least Concern (LC)“, d. h. nicht gefährdet, eingestuft.

## Nachweise